# Rab
Rab (italienska: Arbe, tyska: Arbey) är en ö i Kvarnerviken, Kroatien. Den är mycket populär bland turister. Rab har 9 480 invånare (2001). Den största staden heter Rab och har 554 invånare (2001). 

## Historia
Under andra världskriget fanns här ett italienskt koncentrationsläger.

## Transporter och kommunikationer
Rab är förbunden i norr med grannön Krk genom färjeförbindelsen Baška–Lopar. Resan tar 45 minuter och trafikeras av Jadrolinija, med avgångar cirka fem gånger per dag under högsäsongen. Rab är även förbunden med Rijeka via Jadrolinijas katamaranlinje med avgångar en gång per dag. Katamaren tar dock inte bilar och resan tar 1 timme och 40 minuter.

## Städer
- Rab
- Lopar
- Barbat
- Kampor
- Palit

## Trivia
Enligt legenden ska den kristne stenhuggaren helige Marinus ha flytt Rab under den romerske kejsaren Diocletianus förföljelser. Han slog sig ner vid Monte Titano på Apenninska halvön och grundade 301 San Marino.